# Villa Maraini
Il Villino Maraini è una storica residenza del rione Ludovisi a Roma che ospita la sede dell'Istituto Svizzero di Roma dal 1948..

## Storia
Il villino venne eretto nel 1905 dall'architetto Otto Maraini. Nel 1946 la vedova dell'industriale italo-svizzero Emilio Maraini (1853-1916), la contessa Carolina Maraini-Sommaruga (1869-1959), fece dono della villa alla Confederazione Svizzera a condizione ch'essa fosse perpetuamente dedicata al servizio della cultura e della cooperazione tra la Svizzera e l'Italia. Nel 1948, l'immobile venne così affidato all'Istituto Svizzero di Roma (ISR), che vi stabilì la sua sede.